# Wilhelmine Dorothee von der Marwitz
Wilhelmine Dorothee von der Marwitz (alias Guillemette de Marwitz, verheiratete Gräfin Wilhelmine Dorothee von Burghausen, * April 1718 in Berlin; † 16. Januar 1787 in Wien) war die langjährige Geliebte des Markgrafen Friedrich von Brandenburg-Bayreuth und eine einflussreiche Wiener Salonnière der 1780er Jahre.

## Herkunft
Wilhelmine Dorothee entstammte dem alten neumärkischen Adelsgeschlecht von der Marwitz und wurde im April 1718 in Berlin als zweitälteste Tochter des Preußischen Generals der Infanterie, Militärgouverneurs von Breslau und Ritters des Schwarzen Adlerordens Heinrich Karl von der Marwitz und seiner Gattin Albertine Eleonore von Wittenhorst (1693–1721) geboren.

## Leben

### Am Hof von Bayreuth
Wilhelmine Dorothee von der Marwitz wuchs mit ihren beiden jüngeren Schwestern am Preußischen Hof auf und erlangte die Gunst der neun Jahre älteren Königstochter Wilhelmine von Preußen. Als diese 1731 mit Friedrich von Brandenburg-Bayreuth vermählt wurde, nahm sie Wilhelmine Dorothee als ihre erste Hofdame nach Bayreuth mit. Später wurden auch die beiden jüngeren von der Marwitz-Schwestern Albertine und Caroline in Bayreuth eingeführt. Ende der 1730er kriselte es in der Ehe der Markgräfin. Friedrich von Brandenburg-Bayreuth erwählte Dorothee Wilhelmine zu seiner erklärten Favoritin. Inwieweit Wilhelmine Dorothee in der Lage war dem Drängen des Markgrafen zu widerstehen, muss aufgrund ihrer abhängigen Position dahingestellt bleiben. Entsprechend verhalten blieb die Kritik der Markgräfin an der Person Wilhelmine Dorothees, obgleich sie nach ihren Aufzeichnungen schwer unter den morgendlichen Besuchen ihrer Freundin und ersten Hofdame in den Gemächern des Markgrafen litt. Wilhelmine von Preußen legte ihre Sicht der charakterlichen Entwicklung Wilhelmine Dorothees im 20. Kapitel ihrer Memoiren dar.

### Das Ehearrangement
Die Markgräfin versuchte sich 1744 ihrer Rivalin und entfremdeten Freundin zu entledigen, in dem sie am 8. April 1744 eine eheliche Verbindung Wilhelmine Dorothees mit dem Österreichischen Grafen Otto Ludwig Conrad von Burghauß, Feldmarschallleutnant (* 12. April 1713; † 31. Mai 1795) arrangierte. Graf Burghausen aus schlesischem Adel, der durch die Verschwendungen seines Vaters nahezu mittellos war, lebte als Mündel am Hof des Markgrafen. Er hatte die Stellung eines Hauptmannes inne. Seine Avancen waren von seiner Cousine mütterlicherseits Wilhelmine Dorothee zunächst nicht beachtet worden. Die Ehe erforderte die Konversion Wílhelmine Dorothees zum katholischen Glauben und der Wiener Hof lag in weiter Ferne. Die im April 1744 geschlossene Ehe löste die enge Bindung des Markgrafen an seine Favoritin zunächst nicht, sondern führte zu einer ernsthaften geschwisterlichen Krise zwischen Wilhelmine von Preußen und Friedrich II. von Preußen, da es dem Preußischen Adel nach Dekret verwehrt war ohne Erlaubnis über die Preußischen Grenzen zu heiraten. Damit sollte Preußischer Besitz im Lande gehalten werden. In der Konsequenz schloss Friederich die Gräfin Wilhelmine Dorothee Burghausen am 27. Dezember 1744 vom Erbe (Succession) aus.

### In Österreich-Ungarn
Wilhelmine Dorothee erhielt dann doch eine hohe Abfindung aus Bayreuth und ließ sich mit ihrem Ehemann nach dessen wechselnden Verwendungen (ab 1761 in Buda und ab 1773 in Triest) ab 1780 endgültig in Wien nieder. Giacomo Casanova charakterisierte den gealterten Graf Burghausen, mit dem er 1773 in Triest zusammenkam, als alten gichtigen Lebemann und Erzverschwender, der seit zehn Jahren Mars untreu geworden war, um sich so ungestörter für den Rest seines Lebens der Venus zu widmen. In den 1780er Jahren unterhielt die Gräfin Burghausen in Wien eine Assemblee, die der Forscher Georg Forster, der Kaiser oder auch Literaten wie Henry Swinburne besuchten. Sie gehörte zum engeren Freundeskreis des Staatskanzlers und Tagebuchschreibers Graf Karl von Zinzendorf und des Grafen Wenzel Anton von Kaunitz. Letztendlich verschaffte sie sich dadurch Genugtuung für ihren Aufenthalt im „verwünschten Nest“ Bayreuth, in dem sie sich ihrer Bekundung nach „hundsmäßig“ gelangweilt hatte. Die Gräfin Burghausen kümmerte sich um junge Talente, darunter Benjamin Thompson und Johann Hunczowski, und versuchte ihnen eine philanthropische Ausrichtung zu geben. Bis zuletzt stand sie in der Gunst des Kaisers, der immer wieder ihre Schützlinge unterstützte. Am 16. Januar 1787 verstarb Wilhelmine Dorothee Gräfin Burghausen kinderlos in Wien.

### Ein mutmaßliches Porträt
Ein Porträt der zu ihrer Zeit als ausgesprochene Schönheit geltenden Wilhelmine Dorothee oder nach anderer Zuschreibung ihrer Schwester Albertine von der Marwitz von Antoine Pesne hat sich im Musikzimmer der Eremitage in Bayreuth erhalten. Die Einrahmung in die Wandtäfelung des Musikzimmers und die Entstehung um 1738 sprechen für ein Porträt der die Geige spielenden Wilhelmine Dorothee.